# Kanton Fresnes-en-Woëvre
Fresnes-en-Woëvre is een voormalig kanton van het Franse departement Meuse. Het kanton maakte deel uit van het arrondissement Verdun tot het begin 2015 werd opgeheven en de gemeentes werden toegevoegd aan het aangrenzende kanton Etain.

## Gemeenten
Het kanton Fresnes-en-Woëvre omvatte de volgende gemeenten:
- Avillers-Sainte-Croix
- Bonzée
- Combres-sous-les-Côtes
- Dommartin-la-Montagne
- Doncourt-aux-Templiers
- Les Éparges
- Fresnes-en-Woëvre (hoofdplaats)
- Hannonville-sous-les-Côtes
- Harville
- Haudiomont
- Hennemont
- Herbeuville
- Labeuville
- Latour-en-Woëvre
- Maizeray
- Manheulles
- Marchéville-en-Woëvre
- Mouilly
- Moulotte
- Pareid
- Pintheville
- Riaville
- Ronvaux
- Saint-Hilaire-en-Woëvre
- Saint-Remy-la-Calonne
- Saulx-lès-Champlon
- Thillot
- Trésauvaux
- Ville-en-Woëvre
- Villers-sous-Pareid
- Watronville
- Woël